# 20593 Freilich
20593 Freilich è un asteroide della fascia principale. Scoperto nel 1999, presenta un'orbita caratterizzata da un semiasse maggiore pari a 2,3787840 UA e da un'eccentricità di 0,0729761, inclinata di 7,07397° rispetto all'eclittica.